# 11595 Монсуммано
11595 Монсуммано (11595 Monsummano) — астероїд головного поясу, відкритий 23 травня 1995 року.
Тіссеранів параметр щодо Юпітера — 3,613.